# Tuppence et Tommy Beresford
Tuppence et Tommy Beresford, de leur nom complet Prudence Cowley et Thomas Beresford, sont deux personnages de fiction créés par la romancière Agatha Christie. Tous deux détectives, ce sont des personnages récurrents de l'œuvre d'Agatha Christie, tout comme Miss Marple et Hercule Poirot.

## Biographie fictive
Tuppence et Tommy sont présentés dans le deuxième roman d'Agatha Christie intitulé Mr Brown (1923). Tuppence, infirmière à la recherche d'un emploi, est surnommée « Quat'sous » (Tuppence en anglais, soit « two pence ») par Tommy, qui a été blessé lors de la Première Guerre mondiale. Ce sont des amis d'enfance qui se retrouvent dans l'hôpital où Tuppence lui a dispensé des soins après sa blessure, quelques années avant le cadre temporel du premier roman dans lequel ils apparaissent. Lors de leurs retrouvailles, ils ne sont alors qu'amis mais leurs sentiments réciproques changent au cours de l'histoire, et leur mariage est annoncé à la fin du roman.
Les personnages reviennent ensuite dans le recueil de nouvelles Le crime est notre affaire (1929) où Agatha Christie parodie les auteurs policiers en vogue (y compris elle-même). Dans la dernière nouvelle, Tuppence fait allusion à son désir d'avoir un enfant.
Ils sont ensuite les protagonistes du seul roman d'Agatha Christie évoquant ouvertement la Seconde Guerre mondiale, N. ou M. ? (1941). Ils sont alors les parents de deux jeunes gens (un garçon, Derek, et une fille, Deborah) qui sont activement impliqués dans la guerre, ce qui agace leurs parents, qui veulent eux aussi y prendre part. Finalement, Tommy est envoyé en mission secrète, mais seul, ce qui n'est pas du goût de sa femme. Le couple parvient à arrêter deux espions travaillant pour les nazis, et indirectement à empêcher l'invasion de la Grande-Bretagne par les forces allemandes. À la fin du roman, ils adoptent Betty, une fillette orpheline âgée de deux ans.
Dans Mon petit doigt m'a dit (1968), ils rendent visite à la tante de Tommy, Ada. Dans la maison de retraite où elle réside, de mystérieuses disparitions ont lieu. Dans le dernier chapitre, on apprend que leurs enfants sont mariés et ont eux-mêmes une progéniture.
Leur dernière apparition a lieu dans Le Cheval à bascule (1973). Ils ont alors un chien nommé Hannibal, et le lecteur apprend que ce n'est pas leur premier chien. Le roman évoque Deborah (la quarantaine alors) et ses trois enfants : Andrew, 15 ans, Janet, 11 ans, et Rosalie, 7 ans.
Ils sont accompagnés dans toutes leurs aventures par Albert. Tout d'abord employé dans l'immeuble d'une complice de Mr Brown, il aide le couple à le combattre dans le roman homonyme, puis est leur assistant au sein de leur agence de détectives, avant de devenir leur maître d'hôtel, de se marier et d'avoir des enfants. Dans N. ou M. ?, Tuppence le sollicite afin de retrouver Tommy, qui a été fait prisonnier par un espion ; Albert parvient à découvrir le lieu de séquestration de Tommy par suite d'un invraisemblable concours de circonstances. Il est veuf dans Le Cheval à bascule, mais est toujours au service des Beresford.

## Apparitions
Tommy et Tuppence apparaissent dans quatre romans et quinze nouvelles :

### Romans
- The Secret Adversary, John Lane, Londres, 1922Paru en France sous le titre Mr Brown, trad. Juliette Pary,  « Le Masque » no 100, Librairie des Champs-Élysées, Paris, 1932 ; rééd. dans L'Intégrale Agatha Christie, t.1, trad. Albine Vigroux, coll. « Les Intégrales du Masque », Librairie des Champs-Élysées, Paris, 1992.
- N or M ?, Collins, Londres,  1941Paru en France sous le titre N. ou M. ?, trad. Michel Le Houbie,  « Le Masque »  no 353, Librairie des Champs-Élysées, Paris, 1948 ; rééd. dans L'Intégrale Agatha Christie, t.7, trad. Jean-Marc Mendel, coll. « Les Intégrales du Masque », Librairie des Champs-Élysées, Paris, 1994.
- By the Pricking of my Thumb, coll. « Crime Club », Collins, 1968Paru en France sous le titre Mon petit doigt m'a dit, trad. Claire Duviraux,  « Le Masque » no 1115, Librairie des Champs-Élysées, Paris, 1970 ; rééd. dans L'Intégrale Agatha Christie, t.12, trad. Janine Lévy, coll. « Les Intégrales du Masque », Librairie des Champs-Élysées, Paris, 1999.
- Postern of Fate, coll. « Crime Club », Collins, 1973Paru en France sous le titre Le Cheval à bascule, trad. Jean-André Rey,  « Le Masque » no 1509, Librairie des Champs-Élysées, Paris, 1974 ; rééd. dans L'Intégrale Agatha Christie, t.13, trad. Janine Lévy, coll. « Les Intégrales du Masque », Librairie des Champs-Élysées, Paris, 2000.

### Recueil de nouvelles
- Partners in Crime, recueil de quinze nouvelles, Collins, Londres, 1929Paru en France en deux volumes : Associés contre le crime (chap. 1-12) et Le crime est notre affaire (chap. 12-23), trad. Claire Durivaux, coll Le Masque nos 1219 et 1221, Librairie des Champs-Élysées, Paris, 1972 ; rééd. en un seul volume sous le titre Le crime est notre affaire dans L'Intégrale Agatha Christie, t.2, trad. Janine Alexandre, coll. « Les Intégrales du Masque », Librairie des Champs-Élysées, Paris, 1990  (ISBN 2-7024-2087-7).

## Adaptations

### Cinéma
- 1929 : Die Abenteurer G.m.b.H., film muet allemand de Fred Sauer, d'après Mr Brown. 
Carlo Aldini et Eve Gray sont les premiers à jouer dans une adaptation des aventures de Tommy et Tuppence ; les deux protagonistes sont renommés Pierre Lafitte et Lucienne Fereoni.

- 2005 : Mon petit doigt m'a dit..., film français de Pascal Thomas, d'après Mon petit doigt m'a dit ;
- 2008 : Le crime est notre affaire, film français de Pascal Thomas, d'après Le Train de 16 h 50 ;
- 2012 : Associés contre le crime, film français de Pascal Thomas, d'après La Femme disparue.
André Dussollier et Catherine Frot interprètent les héros dans cette trilogie réalisée par Pascal Thomas. Le personnage de Tommy est rebaptisé « Bélisaire » et Prudence n'est jamais appelée par son surnom de « Tuppence ». Les deuxième et troisième films empruntent leur titre au recueil mais sont adaptés d'autres œuvres d'Agatha Christie. En mars 2013, on apprend que le réalisateur et l'actrice principale sont brouillés, ce qui laisse peu de chances à un éventuel quatrième film[3].

### Télévision
- 1983  : Mr Brown (The Secret Adversary), téléfilm britannique initialement diffusé le 9 octobre 1983 sur ITV, d'après Mr Brown ;
- 1983-1984 : Le crime est notre affaire (Agatha Christie's Partners in Crime), série britannique en dix épisodes diffusée sur ITV, d'après le recueil homonyme.
James Warwick et Francesca Annis sont les premiers à interpréter le couple de détectives à la télévision. Le téléfilm sert de pilote à la série qui suit.

- 2006 : Mon petit doigt m'a dit (By the Pricking of My Thumbs), téléfilm de la série britannique Miss Marple, initialement diffusé le 19 février 2006 sur ITV.
Anthony Andrews et Greta Scacchi jouent les rôles des deux détectives aux côtés de Geraldine McEwan (Miss Marple).

- 2015 (sous réserves) : Partners in Crime, mini-série britannique en six épisodes, produite par la BBC.
À la suite du rachat des droits d'adaptations d'Agatha Christie par la BBC, la chaine annonce la mise en production d'une nouvelle mini-série pour une diffusion autour de Noël 2015, à l'occasion des 125 ans de la naissance de la romancière. Le 28 février 2014, David Walliams est confirmé dans le rôle de Tommy Beresford[4], et en septembre 2014, Jessica Raine est choisie pour incarner Tuppence[5].